# مسابقات قهرمانی سلاح‌های بادی آسیا ۲۰۱۸
مسابقات قهرمانی سلاح‌های بادی آسیا ۲۰۱۸ در مجموعه تیراندازی المپیک شیخ صباح آل احمد شهر کویت، کویت بین ۲ تا ۱۲ نوامبر ۲۰۱۸ برگزار شد

## خلاصه مدال

### مردان
| بازی‌ها               | طلا                                        | نقره                                                     | برنز                                                      |
| 10 m air pistol      | Wu Jiayu · چین                             | Huang Junzhi · چین                                       | Zhang Hao · چین                                           |
| 10 m air pistol team | چین · Huang Junzhi · Wu Jiayu · Zhang Hao  | سنگاپور · Gai Bin · Lin Jingxiang · Sebastian Soon       | کویت · Saad Al-Ajmi · Ali Al-Mutairi · Hamad Al-Nmshan    |
| 10 m air rifle       | یانگ هائوران · چین                         | Cao Yifei · چین                                          | Liu Yukun · چین                                           |
| 10 m air rifle team  | چین · Cao Yifei · Liu Yukun · یانگ هائوران | قزاقستان · Ilya Fedin · Alexey Kleimyonov · Yuriy Yurkov | بحرین · Husain Abduljabbar · Naser Bin Turki · محمود حاجی |

### بانوان
| بازی‌ها               | طلا                                          | نقره                                               | برنز                                                    |
| 10 m air pistol      | جیانگ رانشین · چین                           | Teh Xiu Hong · سنگاپور                             | Li Xue · چین                                            |
| 10 m air pistol team | چین · جیانگ رانشین · Li Xue · Wang Qian      | تایوان · Tien Chia-chen · Tu Yi Yi-tzu · Yu Ai-wen | سنگاپور · Teh Xiu Hong · Teh Xiu Yi · Teo Shun Xie      |
| 10 m air rifle       | Wu Mingyang · چین                            | Tessa Neo · سنگاپور                                | Zhao Ruozhu · چین                                       |
| 10 m air rifle team  | چین · Wang Shuyi · Wu Mingyang · Zhao Ruozhu | سنگاپور · Tessa Neo · Adele Tan · Martina Veloso   | تایوان · Hung Chien-ching · Pan Chia-wei · Tsai Yi-ting |

### میکس
| بازی‌ها               | طلا                              | نقره                          | برنز                               |
| 10 m air pistol team | چین · Wu Jiayu · جیانگ رانشین    | چین · Wang Mengyi · Wang Qian | تایوان · Kuo Kuan-ting · Yu Ai-wen |
| 10 m air rifle team  | چین · یانگ هائوران · Zhao Ruozhu | چین · Cao Yifei · Wang Shuyi  | ژاپن · Naoya Okada · Ayano Shimizu |

## جدول مدال
| رتبه           | کشور           | طلا | نقره | برنز | مجموع |
| -------------- | -------------- | --- | ---- | ---- | ----- |
| ۱              | چین            | ۱۰  | ۴    | ۴    | ۱۸    |
| ۲              | سنگاپور        | ۰   | ۴    | ۱    | ۵     |
| ۳              | تایوان         | ۰   | ۱    | ۲    | ۳     |
| ۴              | قزاقستان       | ۰   | ۱    | ۰    | ۱     |
| ۵              | بحرین          | ۰   | ۰    | ۱    | ۱     |
| ۵              | ژاپن           | ۰   | ۰    | ۱    | ۱     |
| ۵              | کویت           | ۰   | ۰    | ۱    | ۱     |
| مجموع (۷ کشور) | مجموع (۷ کشور) | ۱۰  | ۱۰   | ۱۰   | ۳۰    |